# Altaria

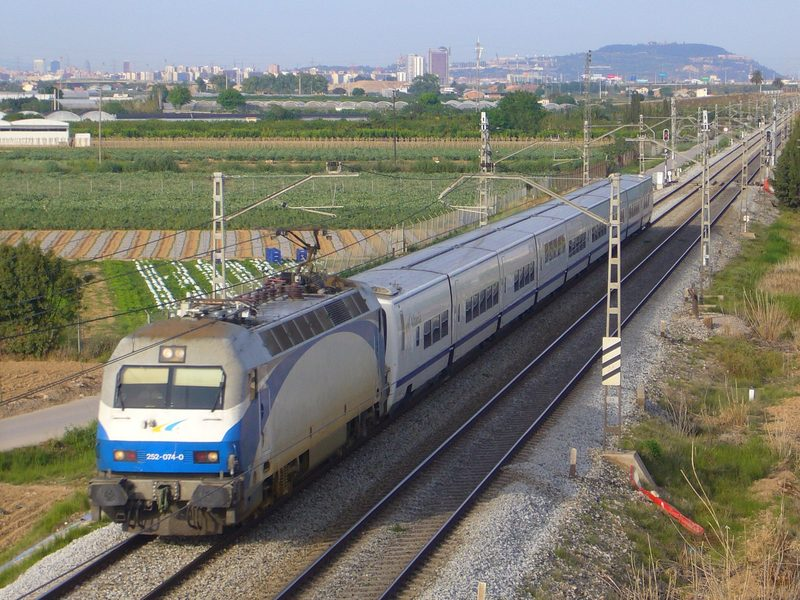
Egy Barcelona-Madrid Altaria vonat

Az Altaria egy  nagysebességű vasúti szolgáltatás márkaneve volt Spanyolországban. Egyike volt a RENFE nagysebességű vasúti szolgáltatásainak. Az Altaria vonatok kapcsolatot teremtettek Madrid, Algeciras, Alicante, Barcelona, Cádiz, Cartagena, Granada, Irun, Logroño, Murcia, Pamplona és San Sebastián között.
Az Altaria vonatok egy nyomtávváltós mozdonyból és Talgo-kocsikból álltak. A nyomtávváltásra azért volt szükség, mert Spanyolországban a hagyományos hálózat 1668 mm-es nyomtávolsággal épült, de az újabb nagysebességű vonalak már 1435 mm-es európai normál nyomtávval. A vonatok útjuk során igénybe vették mind a két nyomtávolságú hálózatot. A vonatok maximális sebessége a nagysebességű vonalakon 200 km/h volt.

## Állomások listája
| Név                                      | Közigazgatási egység | Vasútvonal | Szolgáltatások                                                          | Kép |
| ---------------------------------------- | -------------------- | --- | ----------------------------------------------------------------------- | --- |
| Estación de Alcázar de San Juan          | Alcázar de San Juan  | Madrid-Valencia-vasútvonal Alcázar de San Juan–Cádiz-vasútvonal | Alaris InterCity Altaria Talgo Trenhotel                                |     |
| Estación de Almería                      | Almería              | Linares-Baeza-Almería-vasútvonal | Arco Altaria Talgo                                                      |     |
| Estación de Córdoba Central              | Córdoba              | Madrid–Sevilla nagysebességű vasútvonal Alcázar de San Juan–Cádiz-vasútvonal | Alvia Alta Velocidad Española Avant Altaria Estrella AVE Lanzadera Iryo |     |
| Madrid Atocha                            | Madrid               | Madrid–Barcelona nagysebességű vasútvonal Madrid–Sevilla nagysebességű vasútvonal Madrid–Valladolid nagysebességű vasútvonal Madrid–Toledo nagysebességű vasútvonal Madrid–Levante nagysebességű vasútvonal Madrid-Barcelona-vasútvonal Madrid-Ciudad Real-vasútvonal | Elipsos InterCity Altaria Alta Velocidad Española Avant Alvia Avlo      |     |
| Madrid-Puerta de Atocha-Almudena Grandes | Madrid               | Madrid–Sevilla nagysebességű vasútvonal Madrid–Barcelona nagysebességű vasútvonal Madrid–Levante nagysebességű vasútvonal | Alta Velocidad Española Alvia Altaria Avant InterCity Euromed Iryo      |     |